# Аз-Заим, Хусни
Хусни аз-Заим (араб. حسني الزعيم‎, курд. Husnî Zeîm, Husniyê Zeîm; 1897, Алеппо, Османская империя — 14 августа 1949, Дамаск, Сирия) — президент и премьер-министр Сирии с 17 апреля 1949 по 26 июня 1949 года.

## Жизнь и учёба
Хусни аз-Заим родился в Алеппо в 1894 году. Выходец из курдской семьи. У него есть два брата — священнослужитель Саладин аз-Заим и Башир аз-Заим. 
Стал офицером в османской, а позже французской армии. После получения независимости Сирии стал начальником генерального штаба.
Пришёл к власти в результате военного переворота. Не пользовался поддержкой у народа и был смещён через четыре месяца своими бывшими товарищами. Казнён 14 августа 1949 года вблизи Дамаска.